# Markschejder
Markschejder eller markscheider, "gruvmätare", var i äldre tider titeln på en bergsstatstjänsteman, vars uppgift var att mäta gruvor och över dem upprätta exakta kartor till ledning vid brytningen.